# Dragon (Loudness)
Dragon è un album del gruppo heavy metal giapponese Loudness, pubblicato dalla Rooms Records nel 1998.

## Tracce
1. 9 Miles High
2. Dogshit
3. Wicked Witches
4. Crazy Go Go
5. Voodoo Voices
6. 回想
7. Babylon
8. Crawl
9. Forbidden Love
10. Mirror Ball
11. Taj Mahal
12. Nightcreepers

## Formazione
- Masaki Yamada: Voce
- Akira Takasaki: Chitarra
- Naoto Shibata: Basso
- Hirotsugu Homma: Batteria